# Paulicéia
Paulicéia este un oraș în São Paulo (SP), Brazilia.